# Ко Гі Хьон
Ко Гі Хьон (кор. 고기현) — південнокорейська ковзанярка, спеціалістка з бігу на короткій доріжці, олімпійська чемпіонка та медалістка,  п'ятиразова чемпіонка світу, призерка чемпіонату світу, чемпіонка та призерка Універсіади. 
Золоту олімпійську медаль та звання олімпійської чемпіонки Ко виборола на дистанції 1500 метрів на Олімпіаді 2002 року в Солт-Лейк-Сіті. Тоді їй було 15 років 277 днів. Вона також отримала срібну олімпійську медаль за друге місце на дистанції 1000 метрів.

## Зовнішні посилання
- Досьє на sports-reference.com [Архівовано 29 січня 2010 у Wayback Machine.]

## Виноски
1. ↑  Olympedia — 2006.
2. 1 2  Salt Lake City 2002 Official Report - Volume 3 (PDF). Salt Lake Organizing Committee. LA84 Foundation. 2002. Архів оригіналу (PDF) за 20 Лютого 2012. Процитовано 13 січня 2014.